# Las Cuatro Avenidas
El sector de Las Cuatro Avenidas o Cuarta Fundación de Chillán, es la denominación que recibe en Chile, el área urbana céntrica de la capital de la Región de Ñuble, la ciudad de Chillán. Es un área compuesta por una serie de calles trazadas en plano damero, cuyos límites están definidos por la avenidas Ecuador, Argentina, Collín y Brasil.
Fue trazado por el ingeniero francés Carlos Lozier en 1835 y en sus interiores alberga los principales edificios administrativos y gubernamentales de la ciudad, además de barrios y edificios de mayor densidad, como los Pabellones Normales, la Villa Buenos Aires, Población Brasil, Población 24 de enero, Población Carabineros, Población Empleados Particulares y Edificio Plaza Estación.
Asimismo, cabe resaltar la presencia del Estero Las Toscas, cual atraviesa de oriente a poniente, formando el Parque Estero Las Toscas en el sector sur del cuadrante.

## Historia
La ciudad fue fundada el 26 de junio de 1580 por Martín Ruiz de Gamboa, a las orillas del Río Chillán. Fue destruida por los mapuches en 1655 y el Terremoto de Concepción en 1751, obligando en ambas ocasiones a ser refundada en la actual comuna de Chillán Viejo. Ya en 1835 ocurre un nuevo sismo que ocasiona el traslado de la ciudad a su actual emplazamiento, sector que hoy es conocido como Las Cuatro Avenidas. Para realizar este proyecto, el presidente Joaquín Prieto contrata al ingeniero francés Carlos Lozier, quien se encarga de trazar las calles, finalizando el día 15 de enero de 1836 con un total de veintidós calles y ciento cuarenta y cuatro manzanas.
Diez años más tarde, la ciudad ya tenía definida cinco áreas verdes, denominadas según su iglesia más cercana: Santo Domingo, San Francisco, San Vicente y La Merced, siendo la Plaza de armas de Chillán, la única que conserva su nombre como tal. Ya contaba además con un Liceo de Hombres, Cárcel y un hospital en el camino a Chillán Viejo.
En 1870, se produce la construcción de la Estación Chillán, lo cual significa un hito, al ser la primera construcción afuera del perímetro urbano céntrico. Asimismo, la producción de agricultura en los sectores colindantes y cercanos a la ciudad, derivó a las instalaciones de actividades complementarias al rubro, como molineras y fábricas de cerveza, como la de Juan Schleyer.
En un mapa de 1895, hecho por Nicanor Boloña, indica a las calles de Chillán de la siguiente manera:
- De norte a sur: Avenida Norte, Calle de Itata, Calle de Gamero, Calle de Vega de Saldías, Calle de Bulnes, Calle de la Libertad, Calle Constitución, Calle de Roble, Calle de Maipón, Calle Talcahuano, Calle de Cocharca, Calle de Purén y Camino a la Montaña.
- De Poniente a Oriente: Avenida Poniente, Calle de las Rosas, Calle Deuco, Calle de Lumaco, Calle de Carrera, Calle 18 de septiembre, Calle de Arauco, Calle del 5 de abril, Calle de O'Higgins, Calle Carampangue, Calle Independencia, Calle Yerbas Buenas y Avenida Oriente.

Otros detalles que aparecen en el mapa son la aparición de edificaciones que actualmente no se encuentran, como el Convento de las Monjas del Buen Pastor, el cambio de ubicación de la Iglesia de Santo Domingo, y los huertos de los franciscanos, donde hoy se emplaza la población Empleados Particulares. También aparece modificado el trazado del Estero Las Toscas entre avenida Brasil y calle Arauco, cual cambia su curso más al sur de la avenida Collín, mientras que el trazado de calle Purén entre las calles 5 de abril y Arauco y la esquina de calle Cocharcas con calle Independencia, no se ven modificados.

### Terremoto de 1939

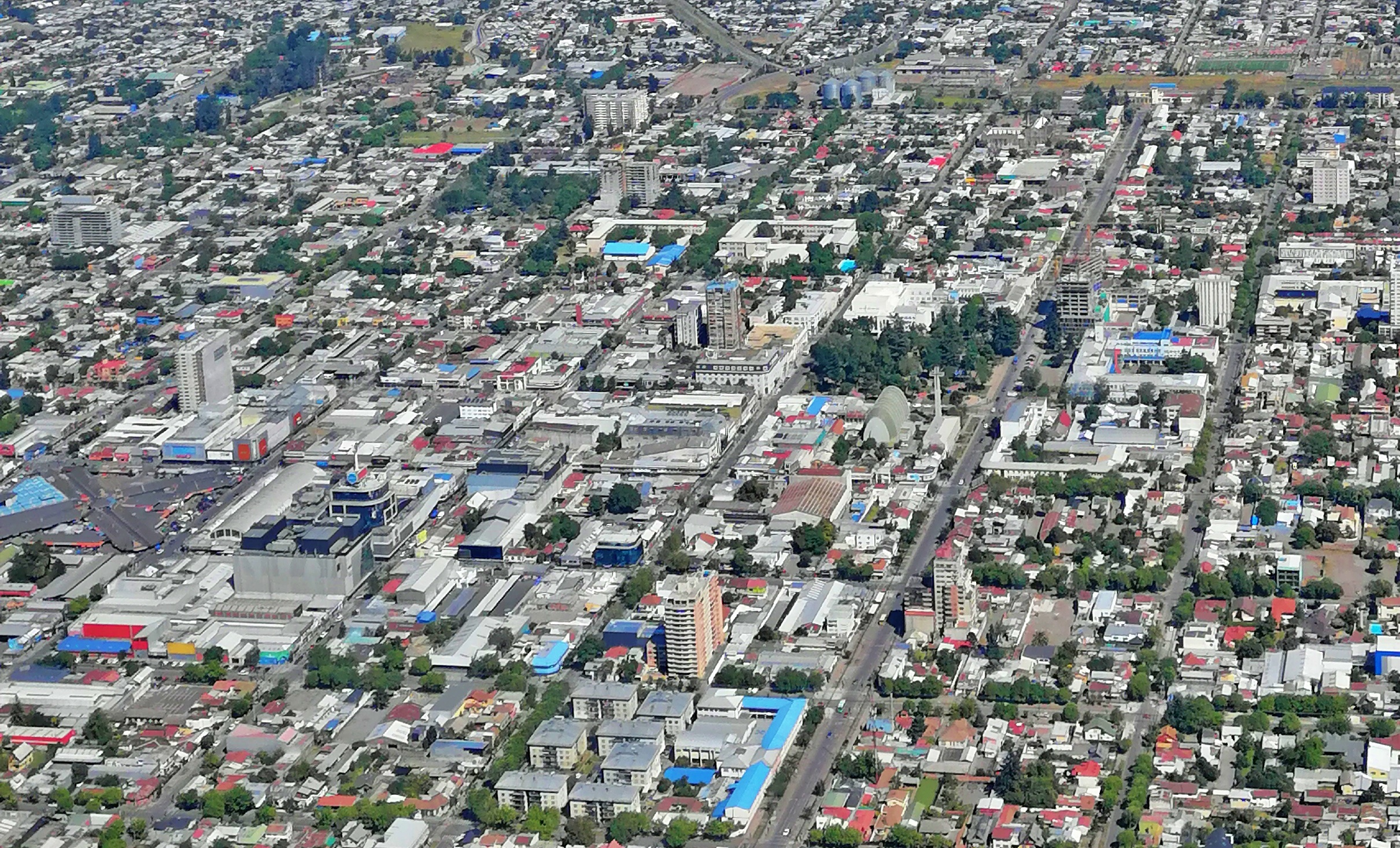
Vista de Feria de Chillán, Plaza de armas de Chillán y Plaza de La Victoria

En 1939, ocurre un terremoto de acaba con gran parte de la ciudad, dejando escasos edificios en pie. Durante el proceso de reconstrucción, las avenidas Oriente, Poniente y Norte fueron bautizadas como Argentina, Brasil y Ecuador, como gesto de gratitud a aquellas naciones que participaron en la reconstrucción de la ciudad. La calle Lumaco pasa a llamarse Claudio Arrau, en homenaje al pianista Claudio Arrau y por la ubicación de cual fuera su hogar, hoy convertido en Museo Interactivo Claudio Arrau León.
Tras la destrucción de la ciudad a causa del sismo de 1939, existió una propuesta de que el arquitecto Le Corbusier, refundara la ciudad basándose en las ideas de la Arquitectura moderna, sin embargo, una serie de malos entendidos e información paralela a la que otorgaban las autoridades, ocasionaron que el arquitecto desechara el viaje a Chile. Esto, no impidió que la ciudad fuera restaurada con edificaciones de estilo modernista, sin embargo, se optó por arquitectos nacionales.